# Wadley (Georgia)
Wadley – miasto w Stanach Zjednoczonych, w stanie Georgia, w hrabstwie Jefferson.